# سیاه‌اردک سیبری
سیاه‌اردک سیبری یا سیاه‌اردک استجنگر (نام علمی: Melanitta stejnegeri)، یک اردک‌تبار دریایی بزرگ است. نام سرده از واژهٔ یونان باستان melas به معنی «سیاه» و netta به معنی «اردک» گرفته شده است.
در گذشته این گونه با سیاه‌اردک بال‌سفید همسان در نظر گرفته می‌شد. بر اساس یک مطالعه جدید، پیشنهاد شده است که این گونه، خود یک گونه کامل باشد.
سیاه‌اردک سیبری در شمال دور آسیا در شرق حوضه ینیسئی زادآوری می‌کند. زمستان را در جنوب در مناطق معتدل، در آسیا تا جنوب چین می‌گذراند. گله‌های بزرگی را روی آب‌های ساحلی مناسب تشکیل می‌دهد. اینها گروه‌های به‌هم فشرده هستند و پرندگان تمایل دارند که با هم بلند شوند.

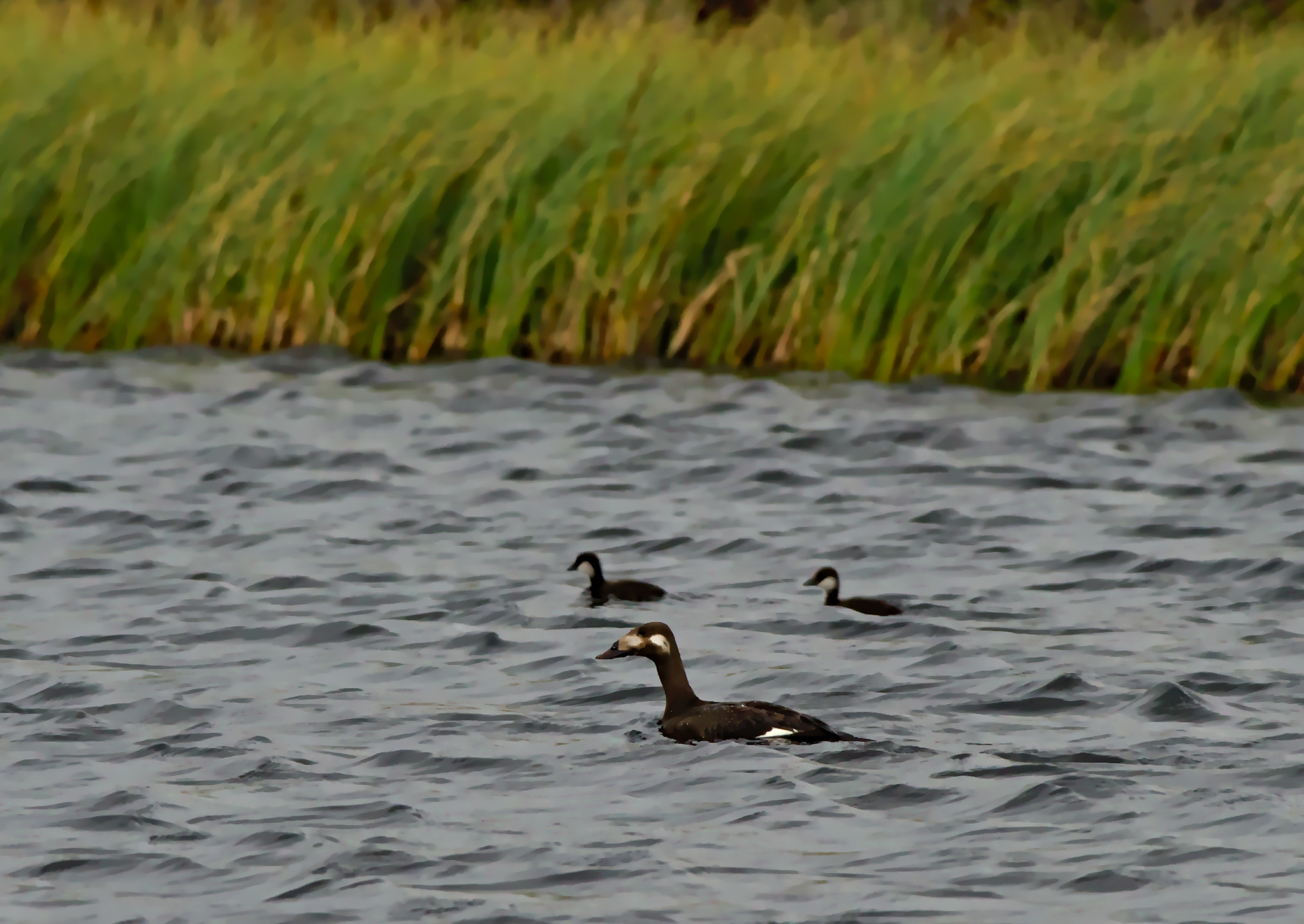
ماده با جوان در تووا، روسیه